# Alan Faena

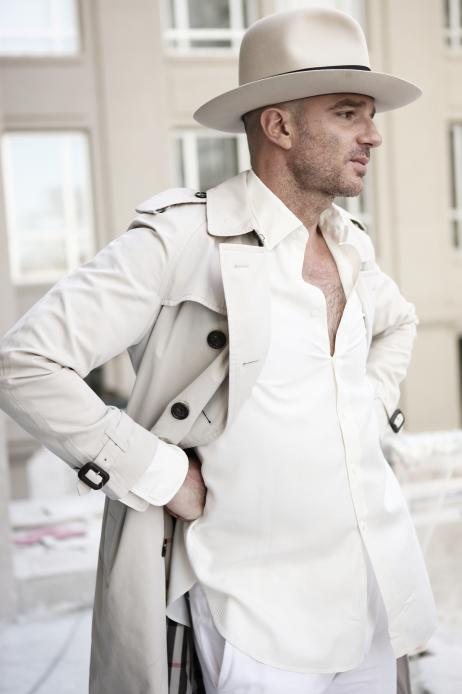
Alan Faena (2011)

Alan Diego Faena (* 20. November 1963 in Buenos Aires) ist ein argentinischer Hotelier und Immobilienentwickler. 2017 tauchte sein Name mehrfach in den Paradise Papers auf.

## Leben
Faena stammt von syrisch-jüdischen Textilherstellern ab. 1985 gründete er laut eigenen Aussagen zusammen mit seiner Lebenspartnerin Paula Cahen d’Anvers das Mode-Label Via Vai, für das er als Designer arbeitete. 1996 verkaufte Faena das Unternehmen.
Ab 2000 entwickelte Faena Puerto Madero zusammen mit dem Milliardär Len Blavatnik, dem Architekten Philippe Starck und dem Architekturbüro Foster + Partners einen Teil des Hafenviertels Puerto Madero in Buenos Aires, darunter ein Hotel. 2011 eröffnete Faena in Puerto Madero das Faena Arts Center, das seit 2018 vornehmlich als Veranstaltungszentrum genutzt wird. Ab 2013 entwickelte Faena auch Gebäude in Miami Beach. Das Projekt umfasste die Restaurierung des 1948 erbauten Saxony Hotels, das von Rem Koolhaas erbaute Kunstzentrum Faena Forum sowie Wohnhäuser von Foster + Partners. Baz Luhrmann und Catherine Martin waren an der Inneneinrichtung des Hotels beteiligt.
Am 5. November 2017 wurde durch die Paradise Papers bekannt, dass Faena seit 1999 CEO von mindestens sechs Offshore-Unternehmen auf den Cayman Islands und den Britischen Jungferninseln ist. Des Weiteren tauchten Bankkonten von Faena in Luxemburg und auf der Isle of Man auf. Entgegen Faenas Aussagen, dass die Unternehmen wirtschaftlich nicht aktiv seien, wurden von dem Unternehmen Cosmic Carrot mehrere Immobilienprojekte in Puerto Madero mit einem Volumen von über 170 Millionen US-Dollar durchgeführt.
Faena lebt in Miami, Buenos Aires und Punta del Este in Uruguay.

## Persönliches
Faena war in den 1990er Jahren mit der Schauspielerin Natalia Lobo liiert sowie von etwa 2007 bis 2017 mit der Kuratorin und Künstlerin Ximena Caminos verheiratet. Gemeinsam haben sie einen Sohn.